# NGC 1150
NGC 1150 est une galaxie lenticulaire située dans la constellation de l'Éridan. NGC 1150 a été découverte par l'astronome américain Francis Leavenworth en 1885.

## Caractéristiques
Sa vitesse par rapport au fond diffus cosmologique est de 8 740 ± 41 km/s, ce qui correspond à une distance de Hubble de 128,9 ± 9,0 Mpc (∼420 millions d'al).